# 젠빙
젠빙(중국어 간체자: 煎饼, 정체자: 煎餅, 병음: jiānbǐng)은 중국과 대만 등 중화권의 부침 음식이다. 묽은 곡분 반죽물을 얇게 펴 익혀 만든다. 길거리 음식으로 팔기도 한다.

## 사진 갤러리

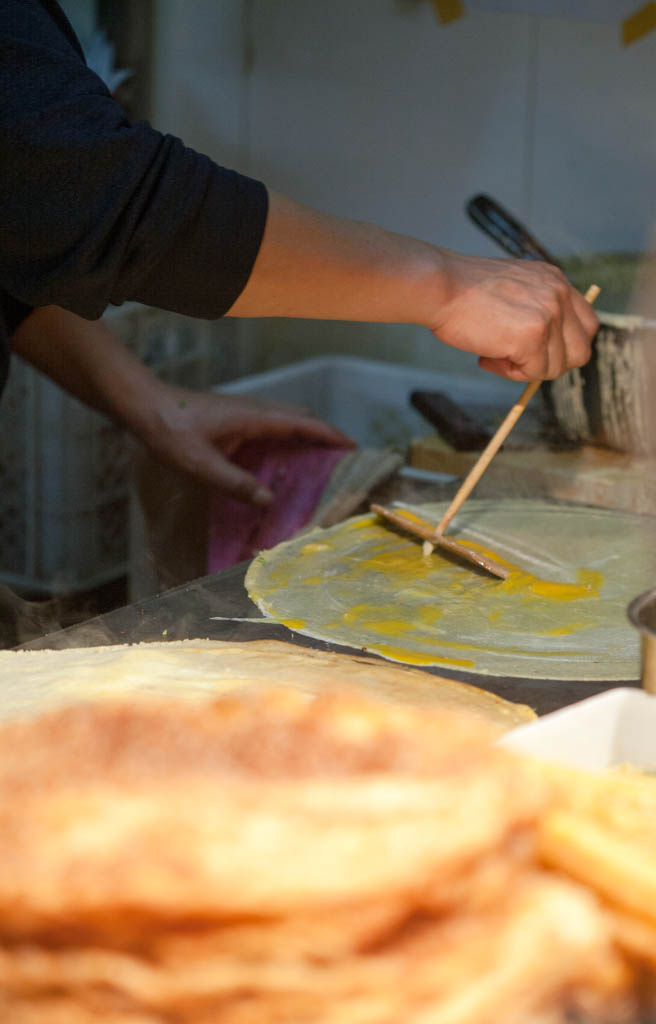
젠빙 만들기
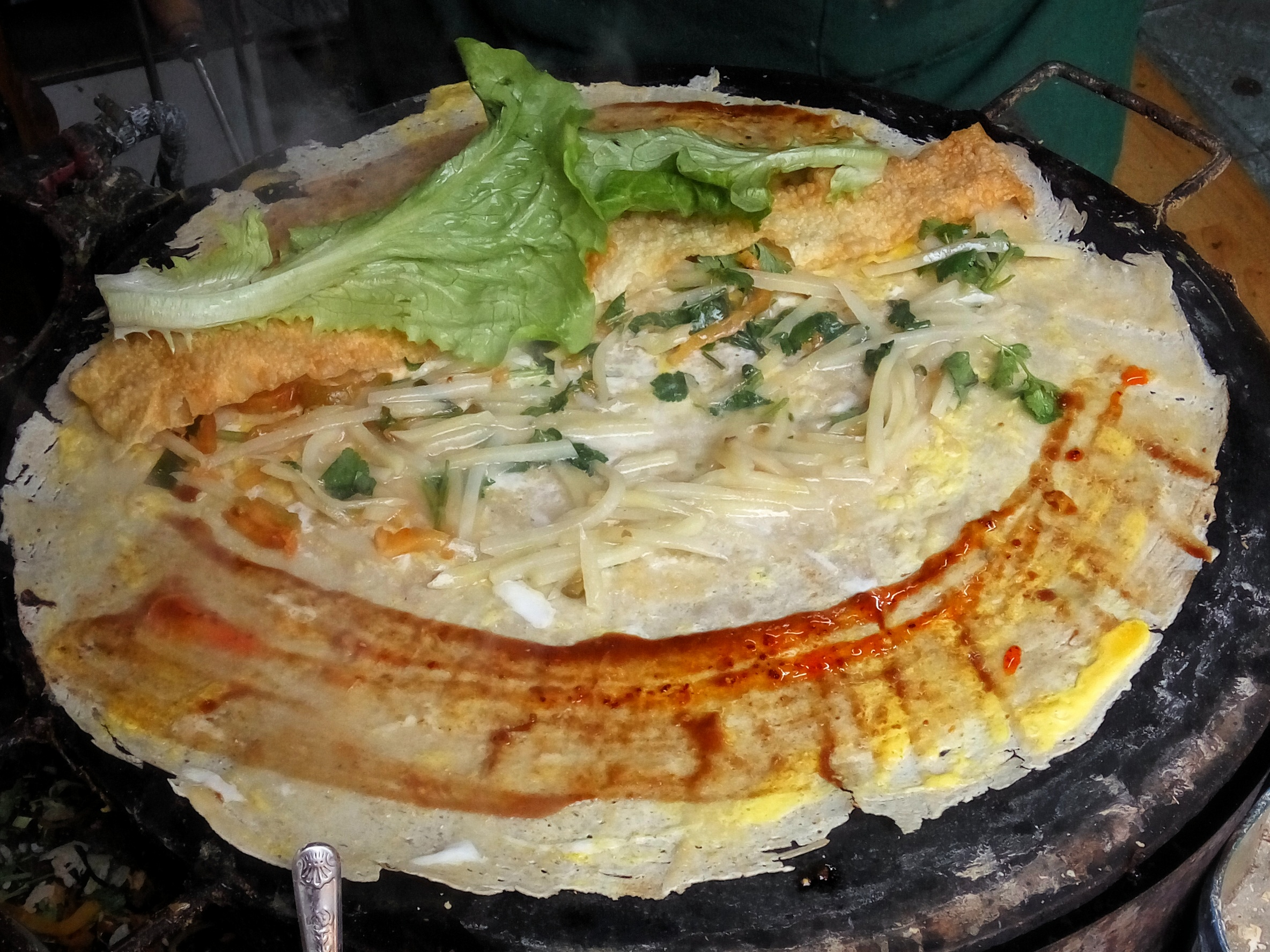
말기 전의 젠빙
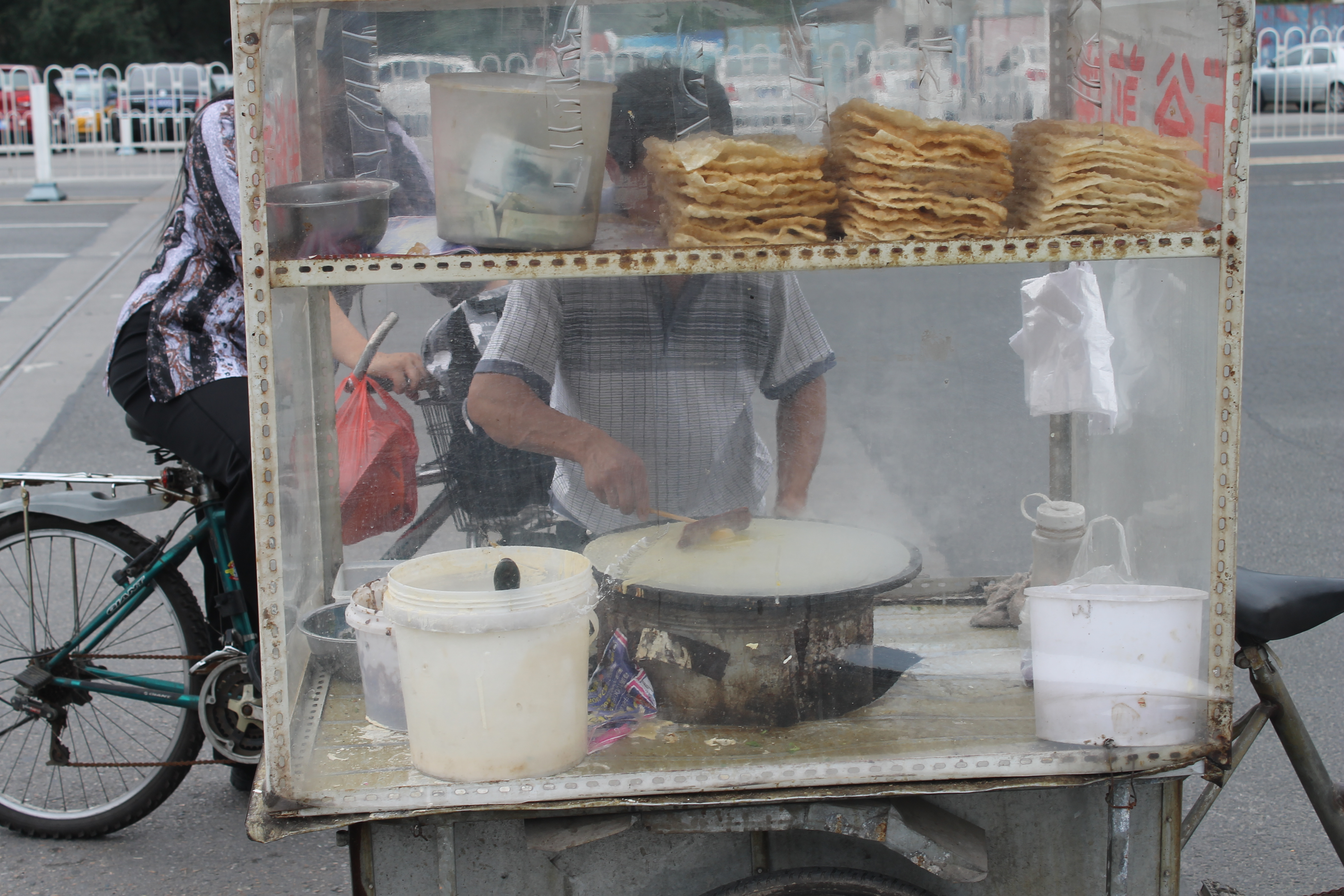
길거리 젠빙

## 같이 보기
- 단빙
- 바인 쌔오
- 전병
- 젠빙궈쯔
- 크레프